# Bathosella aspera
Bathosella aspera är en mossdjursart som först beskrevs av Ulrich 1901.  Bathosella aspera ingår i släktet Bathosella och familjen Romancheinidae. Inga underarter finns listade i Catalogue of Life.